# Дівчина і смерть (фільм)
«Дівчина і смерть» — кінострічка голландського режисера Йоса Стеллінга.

## Зміст
Микола повертається в покинутий готель, де п'ятдесят років тому він зустрів свою єдину любов. Охоплений спогадами, він заново переживає трагічну історію своєї юності, будучи одночасно оповідачем і героєм розповіді. Дія розгортається у трьох часових пластах — наприкінці XIX століття (часи юності героя), в п'ятдесяті роки XX століття і в наші дні.

## Ролі
| Актор              | Роль            |
| ------------------ | --------------- |
| Сільвія Хукс       | Еліза           |
| Леонід Бічевін     | Микола          |
| Сергій Маковецький | дорослий Микола |
| Рената Литвинова   | Ніна            |
| Світлана Світлична | доросла Ніна    |

## Знімальна група
- Режисер — Йос Стеллінг
- Сценаристb — Йос Стеллінг, Берт Рейкелікхаузен
- Оператор — Гурт Гілтай N.S.C.
- Продюсер — Джессіка Колдуелл, Річард Нейстадтер, Алехандро Де Леон
- Композитор — Барт ван де Лисдонк